# Paramatta, bagne de femmes
Pour plus de détails, voir Fiche technique et Distribution.
Paramatta, bagne de femmes (Zu Neuen Ufern) est un film allemand réalisé par Detlef Sierck (futur Douglas Sirk) en 1937.

## Synopsis
À Londres, en 1840, une chanteuse à la réputation sulfureuse, Gloria Vane, a une liaison avec un aristocrate ruiné, Finsbury, qui falsifie un chèque afin de couvrir ses dettes alors qu'il est sur le point de partir en Australie. 
Pour sauver l'honneur et la carrière de son amant, Gloria s'accuse et est condamnée à sept années de déportation au bagne de Paramatta, à Sydney. Elle se retrouve donc dans la même ville que son amant qui flirte autant avec les femmes mariées qu'avec la jolie fille du gouverneur, prête à l'épouser. 
Gloria travaille durement au bagne mais, comme toutes les bagnardes qui se conduisent bien, elle peut en sortir si un colon l'épouse, car la jeune colonie manque de femmes. Elle s'y résout, et avec les autres condamnées, défile devant les colons désireux de trouver une épouse. Un riche fermier l'a déjà remarquée lorsqu'elle sortait de la chapelle, il s'engage à l'épouser, elle dit oui, elle est libre. 
Mais à peine sur le chemin de sa future maison, elle avoue à son fiancé qu'elle n'a qu'un objectif : retrouver son amant, et elle retourne à Sydney. Là elle apprend que le Commandant Albert Finsbury, devenu l'officier d'ordonnance du Gouverneur, va épouser sa fille, Mary. Gloria s'enfuit et, pour survivre, chante dans un bouge ignoble où, venu la veille de son mariage, Finsbury la reconnaît. Apprenant qu'elle s'est sacrifiée pour lui, il a honte, il l'aime toujours, il lui propose de s'enfuir avec lui, mais elle refuse car elle a trop attendu et ne l'aime plus. 
Le lendemain matin, alors même que sa fiancée se prépare au mariage, Finsbury est retrouvé inerte dans sa chambre, où il s'est donné la mort. Le jeune fermier, parti à la recherche de Gloria, la retrouve réfugiée dans une église ; ils se marient sur le champ au son d'un Gloria.

## Fiche technique
- Titre français : Paramatta, bagne de femmes
- Titre original : Zu Neuen Ufern
- Réalisation : Detlef Sierck
- Scénario : Detlef Sierck et Kurt Heuser, d'après le roman Zu Neuen Ufern de Lovis Hans Lorenz
- Photographie : Franz Weihmayr
- Musique et paroles : Ralph Benatzky
- Décors : Fritz Maurischat
- Costumes : Arno Richter
- Montage : Milo Harbich
- Production : Bruno Duday pour la UFA
- Genre : Mélodrame
- Format : Noir et blanc
- Pays d'origine :  Reich allemand
- Durée : 106 minutes
- Dates de sorties :
  -  Reich allemand : 31 août 1937
  -  France : 19 janvier 1938

## Distribution
- Zarah Leander : Gloria Vane
- Willy Birgel : Sir Albert Finsbury
- Viktor Staal : Henry Hoyer, un fermier australien
- Erich Ziegel : le docteur Hoyer, mari trompé de Fanny et oncle d'Henry
- Hilde von Stolz : Fanny Hoyer, sa femme
- Edwin Jürgensen : le gouverneur Jones
- Carola Höhn : Mary Jones, sa fille
- Jakob Tiedtke : Wells senior, un marchand de fromages
- Robert Dorsay : Bobby Wells dit "Pudding", son fils et ami d'Albert
- Curd Jürgens : un ami de Bobby
- Iwa Wanja : Violet, une fêtarde
- Lissy Arna : Nelly, une compagne de captivité de Gloria
- Ernst Legal : Stout
- Herbert Hübner : le directeur du casino de Sydney
- Mady Rahl : la soubrette
- Lina Carstens : la chanteuse des rues
- Carl Auen
- Max Hiller : un soldat
- Bayume Mohamed Husen : serviteur du gouverneur

## Critique
En 1997, dans Télérama[réf. souhaitée], Jacques Siclier écrivait que le film marquait la rencontre de Dietlef Sierck "avec l'étonnante Zarah Leander, actrice suédoise, chanteuse à la voix de contralto lyrique qui, après avoir tourné un ou deux films dans son pays, était devenue la vedette d'un film autrichien, « Première », et venait d'arriver dans les Studios de Berlin. Belle, sculpturale (trop ?) ayant grande allure, cette femme de 30 ans apportait avec elle un « mystère nordique » très prisé depuis Greta Garbo, et sa façon de chanter rappelait Marlène Dietrich. Ce film est passionnant à plus d'un titre, on y trouve l'influence de B. Brecht et K. Weill que Sirk avait mis en scène au théâtre. On y rencontre le type de velléitaire douloureux et déchiré de futurs mélos de Sirk ("Écrit sur le vent") . On voit se former le personnage mythique de la femme destinée à l'amour fou, de la perdition à la rédemption, que Zarah Leander devait souvent incarner par la suite. Le grand style mélodramatique de Douglas Sirk se manifeste déjà dans l'utilisation des décors, des situations frénétiques, des sentiments exacerbés et d'érotisme allusif. Rayonnante ou douloureuse, Zarah Leander a une présence certaine, suscite l'émotion même si elle n'a ni le talent ni la beauté -façonnés par Hollywood - de ses grandes rivales. La faiblesse principale vient de l'acteur jouant Finsbury : son physique plutôt ingrat ne correspond pas à son personnage de séducteur, il n'a ni l'allure ni l'élégance d'un aristocrate anglais et son jeu atone ne fait guère croire à ses tourments intérieurs.

## Article annexe
- Liste des longs métrages allemands créés sous le nazisme